# Jason mirabilis
Jason mirabilis é uma espécie de molusco gastropoda da família Glaucidae.

## Distribuição geográfica
Encontra-se   em Nova Zelândia.